# モルテン・フレンドルップ
モルテン・ウェッチェ・フレンドルップ（Morten Wetche Frendrup , 2001年4月7日 - ）は、デンマーク・シェラン地域ホルベック出身のサッカー選手。セリエA・ジェノアCFC所属。ポジションはMF。

## クラブ経歴
2013年に地元のホルベックB&Iのユースアカデミーに入所。その後2015年にブレンビーIFのユースアカデミーに加入。2018年2月にトップチームに昇格。同月11日のリンビーBK戦で後半40分から途中交代で起用され、2017年5月にマグヌス・ワーミングが樹立した16歳346日でのチーム最年少デビューを更に更新する16歳310日の若さでプロデビュー。2019-20シーズンより先発に定着し、2020-21シーズンはリーグ先発31試合に出場し、チームの中心選手に成長。同シーズンのチーム史上7度目のリーグ優勝に貢献した。
2022年1月30日、ジェノアCFCに移籍した。

## 代表経歴
プロデビュー前の2017年から、ユース世代のデンマーク代表に随時招集。2018年にはUEFA U-17欧州選手権に出場した。
2024年9月8日、ネーションズリーグのセルビア代表戦でA代表初出場。